# Cpa-10
A Certificação Profissional ANBIMA Série 10, ou simplesmente CPA-10, é uma certificação profissional oferecida pela ANBIMA (Associação Brasileira das Entidades dos Mercados Financeiro e de Capitais).